# Championnats du monde de cyclisme sur piste 1920
Navigation
Copenhague 1914 Copenhague 1921

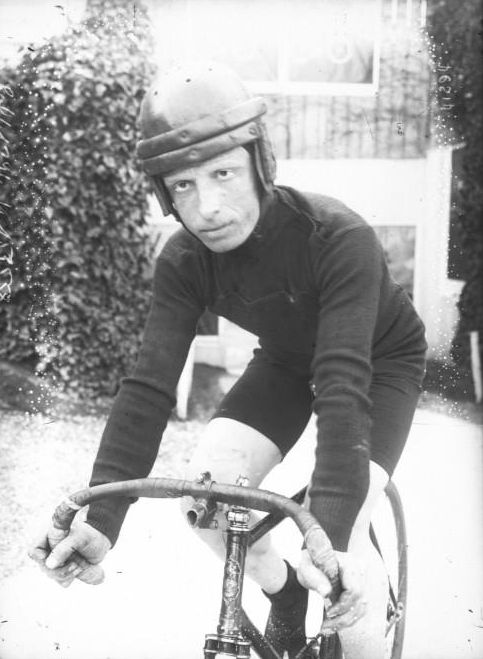

Les Championnats du monde de cyclisme sur piste 1920 ont eu lieu du 6 au 8 août 1920 au vélodrome du Garden City d'Anvers, en Belgique.

## Résultats

### Podiums professionnels
| Compétition | Or                      | Argent                  | Bronze                         |
| ----------- | ----------------------- | ----------------------- | ------------------------------ |
| Vitesse     | Robert Spears Australie | Ernest Kauffmann Suisse | William Bailey Grande-Bretagne |
| Demi-fond   | Georges Sérès France    | Victor Linart Belgique  | Paul Suter Suisse              |

### Podiums amateurs
| Compétition | Or                       | Argent                         | Bronze                  |
| ----------- | ------------------------ | ------------------------------ | ----------------------- |
| Vitesse     | Maurice Peeters Pays-Bas | Thomas Johnson Grande-Bretagne | Gerald Halpin Australie |

## Tableau des médailles
| Rang | Nation          | Or | Argent | Bronze | Total |
| ---- | --------------- | -- | ------ | ------ | ----- |
| 1    | Australie       | 1  | 0      | 1      | 2     |
| 2    | France          | 1  | 0      | 0      | 1     |
| -    | Pays-Bas        | 1  | 0      | 0      | 1     |
| 4    | Grande-Bretagne | 0  | 1      | 1      | 2     |
| -    | Suisse          | 0  | 1      | 1      | 2     |
| 6    | Belgique        | 0  | 1      | 0      | 1     |

## Liste des engagés
D'après L'Auto :

### Vitesse amateurs
- Belgique : Lempereur, Dagheelinckx, John, Binard, Verschueren, Minne, Ballinckx, Félix, Henry Georges, Sadi Davignon.

- Danemark : Henry Brask Andersen, Axel Hornemann Hansen.

- France : Henri Bellivier, Charles Lanusse, Perrine, Emile Rohrbach, J. Paillard, G. Paillard, Lucien Faucheux, Gouder, Reniera, Masson.

- Pays-Bas : — Gerard Bosch van Drakestein, Maurice Peteers, T.I. Boonstre, P Baets, P.G. Ikelner, Corns.,T. de Vreng, J.J. Bustiaen, A.G. Vanderstel, A. Krygsman.

- Royaume-Uni :  H.E. Ryan, W.A. Aimstou, Albert White, C.A. Aidou, Thomas Johnson, G. Stewart, T.G. Lance, A.G.M. Oakes, B. Jones.

- Suisse : Kohler Jakob

### Vitesse professionnels
- Australie :  Robert Spears.
- Belgique : Van Berer, Joseph, Jean louis, Aloïs Degraeve, Jules Dhossche, Emile Otto, B. Boogmans, René Mampaye.
- Danemark : Thorvald Ellegaard.
- États-Unis : Ernest Ohrt, Hans Ohrt.

- France : Marcel Dupuy, Maurice Schilles
- Pays-Bas : J. Berendse, Van Kempen.

- Royaume-Uni :  William Bailey

- Suisse : Ernest Kauffmann

### Demi-fond
- Belgique : Victor Linart, Émile Aerts

- France : Georges Sérès, Jules Miquel.

- Suisse : Paul Suter